# Polyipnus oluolus
Polyipnus oluolus är en fiskart som beskrevs av Baird, 1971. Polyipnus oluolus ingår i släktet Polyipnus och familjen pärlemorfiskar. Inga underarter finns listade i Catalogue of Life.